# (13063) Purifoy
(13063) Purifoy est un astéroïde de la ceinture principale.

## Description
(13063) Purifoy est un astéroïde de la ceinture principale. Il fut découvert le 5 juin 1991 à Kitt Peak par le projet Spacewatch. Il présente une orbite caractérisée par un demi-grand axe de 2,23 UA, une excentricité de 0,20 et une inclinaison de 4,8° par rapport à l'écliptique.

## Compléments